# Ignasi Joaniquet i Sirvent
Ignasi Joaniquet i Sirvent (Sant Sebastià, 28 de maig de 1938) és un advocat i polític català.

## Biografia
Es llicencià en dret a la Universitat de Barcelona i en 1961-1962 va ampliar estudis a la Universitat d'Oxford. Ha estat professor de dret administratiu de la Universitat Autònoma de Barcelona i de la Universitat de Barcelona. Membre de l'Associació de Ciències Administratives.
Conseller nacional i membre del comitè de govern d'Unió Democràtica de Catalunya, fou elegit diputat a les eleccions al Parlament de Catalunya de 1984 dins les llistes de CiU. Fou secretari de la Comissió Permanent Legislativa d'Organització i Administració de la Generalitat i Govern Local del Parlament de Catalunya i Secretari General del Departament de Justícia de la Generalitat.
També formà part de les llistes de CiU a les eleccions europees de 1999. Actualment és president de la Junta de Secció de Dret Constitucional del Col·legi d'Advocats de Barcelona